# Többkulcsos adó
A progresszív adó vagy többkulcsos adó az adók olyan fajtája, amelynél az átlagadókulcs (a fizetendő adó és az adóalap hányadosa) nő az adóalap emelkedésével. Vagyis minél magasabb az adóalap, annál nagyobb százalékát kell adó formájában befizetni. A progresszív adó legjellegzetesebb példája volt (most már proporcionális) a személyi jövedelemadó: a gazdagabbaknak jövedelmük nagyobb százalékát kell leróniuk személyi jövedelemadó formájában.
A progresszív adó ellentéte az egykulcsos adó (proporcionális adó, flat tax), ahol az átlagadókulcs konstans, és a regresszív adó, ahol az átlagadókulcs az adóalap növekedésével csökken.
A határadókulcsnak (az utolsó pénzegységre jutó adó mértékének) a progresszív adók esetében szintén emelkedni kell. Ez a növekedés azonban nem feltétlenül folyamatos. Lineáris progresszív adó esetén a határadókulcs egy meghatározott jövedelmi szintig 0%, utána pedig konstans; ez az átlagadókulcs lineáris emelkedését eredményezi a meghatározott jövedelmi szint felett (ezt az adófajtát nevezik „közvetetten progresszívnak” is, mert első látásra proporcionálisnak tűnhet). Sávos progresszív adónál a határadókulcs több lépcsőben emelkedik. Magyarországon 2011-től nem progresszív, hanem egykulcsos személyi jövedelemadó van érvényben.

## Érvek a progresszív adók mellett
A „közgazdaságtan atyjának” tartott Adam Smith főművében, A nemzetek gazdagságában maga is a progresszív adózás mellett érvelt. A vele a legtöbb gazdasági kérdésben ellentétes nézeteket valló Karl Marx hasonlóan tett a Kommunista Kiáltványban. Látható tehát, hogy a közgazdaságtan története során a legkülönbözőbb iskolákhoz tartozó közgazdászok tartották – kisebb vagy nagyobb mértékben – helyesnek a progresszív adózást.
Manapság a progresszív adók hívei többnyire a szociáldemokráciához kötődő politikusok és közgazdászok közül kerülnek ki, bár az európai jobboldal legnagyobb része sem utasítja el a progresszivitás elvét, legalábbis nem teljes egészében. Németországban a 2005. szeptember 18-i választások előtt jelentős visszhangot keltett Angela Merkel kancellárjelölt tanácsadójának, Paul Kirchhofnak a jövedelemadó progresszivitásának megszüntetésére irányuló javaslata; a tervezettől végül a jobboldal és személyesen Angela Merkel is elhatárolódott.

### Igazságos újraelosztás
Ha elfogadjuk azt, hogy az államnak feladata a jövedelmek társadalmon belüli újraelosztása, és ez az újraelosztás akkor igazságos, ha eredményeképp a gazdagoktól jövedelem csoportosul át a szegényekhez (vagyis csökkennek a társadalmi különbségek), akkor a progresszív adózás az újraelosztást igazságosabbá teszi. A progresszív adók hívei érvelésük során leggyakrabban erre a hatásra hivatkoznak.

### Fogyasztásösztönzés
Az alacsonyabb jövedelműek bevételeik nagyobb részét költik fogyasztásra, mint a gazdagabbak. Ha feltesszük, hogy az adókulcsok kezdetben egyformák (tehát az adó egykulcsos, proporcionális), és a kormány adócsökkentést tervez, de nem olyan mértékűt, hogy mind a szegények, mind a gazdagok részesedhessenek belőle, akkor célszerűbb a szegények adóját mérsékelni, mert az nagyobb mértékben növeli a fogyasztást. A végeredmény egy progresszív rendszer lesz.

### Adócsalások kompenzálása
Nem irreális a feltételezés, hogy a magasabb jövedelműek statisztikailag nagyobb mértékben követnek el adócsalásokat, mint a szegényebbek, mert lehetőségük nyílik a csalás „technikáinak” alaposabb megismerésére és alkalmazására. Ekkor viszont a progresszív adók ezeket az adócsalásokat ellensúlyozzák.

### Munkára ösztönzés
A munkagazdaságtan egyik fontos következtetése, hogy míg az alacsony jövedelműeket a bérük növekedése több munka vállalására ösztönzi, a magas jövedelműeknél ez a hatás megfordul: bérnövekedés esetén inkább lemondanak munkaidejük egy részéről, és ahelyett a szabadidőt választják. A progresszív adó az alacsony jövedelműek számára alacsony adókulccsal jár, így csak kismértékben csökkenti a bérnövekedés fent leírt hatását; magas jövedelműeknél viszont a nagy adókulcsok éppenhogy a munkára való ösztönzést erősítik.

### Automatikus stabilizátor
A progresszív adórendszer az automatikus stabilizátorok egyike. Recesszió idején a jövedelmek mérséklődnek, viszont ezzel párhuzamosan az adókulcs is kisebb lesz, így a nettó jövedelmek mégsem csökkennek olyan mértékben, mint akkor, ha az adókulcs konstans volna. Vagyis a gazdasági válságok nem lesznek olyan mélyek, mint abban az esetben, ha az adórendszer nem lenne progresszív.

## Érvek a progresszív adók ellen
Manapság sok közgazdász, különösen az újklasszikus makroökonómia hívei, vélik úgy, hogy a progresszív adók gazdasági hátrányai nagyobbak, mint az általuk biztosított előnyök. Ezek a közgazdászok többnyire a jövedelmek állami újraelosztásának sem pártfogói. Az igazságosság elvének szerintük nem az adórendszerben, hanem kizárólag a szociális kiadásokban kellene megjelennie. Néhol, főként Kelet-Európa egyes országaiban (Észtország, Szlovákia, Románia, Magyarország) a politika is azonosult az ellenérvekkel, és megszüntették a jövedelemadó progresszív jellegét.

### Az adórendszer bonyolultsága
A leggyakrabban hangoztatott ellenérv. Kétségtelen tény, hogy a progresszív adók (legyenek akár lineárisak, akár sávosak) megnövelik az adórendszer bonyolultságát, ami csökkentheti a gazdasági hatékonyságot. Például a multinacionális tőke szívesebben áramlik olyan országokba, ahol az adórendszer egyszerű.

### Beruházások csökkenése
Említettük, hogy a progresszív adórendszer azzal, hogy az alacsonyabb jövedelműektől kevesebbet von el, ösztönzi a fogyasztást. Az éremnek azonban van másik oldala is: a gazdagabbak körében a relatíve alacsonyabb fogyasztás mellett nagyobb a megtakarítások aránya, így a rájuk kivetett magasabb adókulcs miatt a megtakarítások mérséklődnek. Ez pedig végső soron a beruházások csökkenésével jár.

### Munkára ösztönzés?
Sok közgazdász kétségbe vonja, hogy a progresszív adók valóban a munkavállalást ösztönöznék. A fent leírtak mellett ugyanis a munkaerőpiacon egy harmadik hatás is felléphet: bizonyos egyének csak magas bérek mellett vállalnak egyáltalán munkát. A magas bérekre kivetett nagymértékű adó miatt könnyen előfordulhat, hogy ezen személyek nagy része nem fog belépni a munkaerőpiacra, ami természetesen társadalmi veszteséggel jár.

### Jó képességűek kivándorlása(brain drain)
A társadalom jó képességű tagjai (például tudósok) természetesen az átlagnál magasabb bérekre számíthatnak. A magas jövedelműekre rótt nagyobb adóterhek azonban „elijeszthetik” őket, így kivándorolhatnak más, alacsonyabb adókulcsokkal rendelkező országokba, például az Egyesült Államokba.

### Adócsalás csökkenése
A progresszív adók növelik az adócsalás és  törvényes jövedelem-leplező módszerek jövedelmezőségét. Az egykulcsos adó esetén ezzel szemben kevésbé éri meg ezeket a módszereket alkalmazni, így ez az adócsalás csökkentésenek is egy hatékony módszere. Ez az egyik oka annak is, hogy az egykulcsos rendszerben a felső adókulcsok csökkenése ellenére is a teljes adóbevétel növekedhet.

### Morális problémák
Sokan – főleg a magasabb jövedelműek – úgy vélik, hogy a progresszív adózás erkölcsi alapjai nincsenek megfelelően alátámasztva. Számukra érthetetlennek tűnik, hogy az azonos munkával megszerzett nagyobb jövedelemnek miért kell nagyobb kulcsokkal adóznia. Gyakori érv még, hogy a leggazdagabbak biztosítják az állami adóbevételek jelentős részét (egyes feltételezések szerint a legfelső 5% az összes adóbevétel több mint 50%-át), ugyanakkor az adórendszer kialakításánál mégsem az ő érdekeik érvényesülnek; valamint hogy az általuk befizetett nagyobb összegnek nincs „ellentételezése”, mert nem részesülnek nagyobb arányban (vagy mivel többnyire magánkórházakat, magániskolákat stb. vesznek igénybe, még inkább kisebb arányban részesülnek) a közjavakból, mint a szegényebbek.

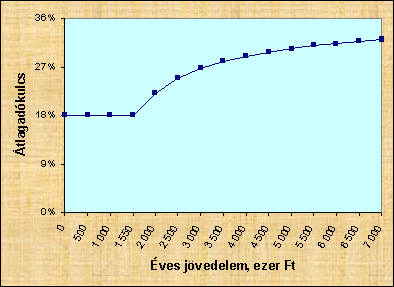
A magyarországi személyi jövedelemadó rendszere: az átlagadókulcs az éves jövedelem függvényében (adójóváírás és adókedvezmények nélkül)

## Egy példa: a személyi jövedelemadó
A magyarországi személyi jövedelemadó (szja) a sávos rendszerű progresszív adók csoportjába tartozott 2010-ig. A határadókulcsok mértékét a következő táblázat tartalmazza.
| Éves jövedelem, ezer forint | Határadókulcs |
| 0 – 1 700                   | 18%           |
| 1 700 –                     | 36%           |

Mivel kétfajta határadókulcs létezett, a rendszert kétkulcsosnak is nevezték. 2004-ig háromkulcsos rendszer volt érvényben, 18, 26 és 38%-os kulcsokkal (2003 előtt 20, 30 és 40%). Néha felvetődött egy harmadik, magasabb (44–48%-os) kulcs bevezetésének ötlete a kiugróan magas jövedelműek számára, másrészről pedig a progresszivitás teljes megszüntetése is. 2012-ben Szlovákia és Románia példáját követve Magyarországon is bevezették az egykulcsos adót, amelynek mértéke jövedelemtől függetlenül 16% lett.
A társadalomban általánosan jelen lévő tévhit, hogy a sávhatárnál (1 700 000 forintnál) magasabb jövedelműek teljes egészében jövedelmük 36%-ával adóztak, ilyen módon nemcsak a határadókulcsban, hanem a fizetendő összegben is egy „ugrás” figyelhető meg a sávhatárnál. Valójában mindig csak az 1 700 000 feletti rész adózik a magasabb kulcs szerint.
Mindezt kiegészíti még az adójóváírás és az adókedvezmények igen összetett rendszere.

## Személyi jövedelem adókulcsok a világban
A világ államainak többségében a személyi jövedelmekre az állam adót vett ki. Ezek mértéke és kulcsaik országonként nagymértékben különböznek, továbbá egy-egy ország esetében is az évek alatt változásokra, mind összeghatár, mind pedig módszertani módosításokra  sor kerülhet. Jelenleg csak néhány állam van, ahol az állampolgárokat személyi adófizetési kötelezettség nem terheli, például Monaco, a Bahama-szigetek, vagy az olajban gazdag arab országok (Egyesült Arab Emírségek, Bahrain, Katar, Omán).

#### Példa országokra, ahol a korábbi egykulcsos személyi jövedelem adórendszert többkulcsossá változtatták
A világ fejlett, jóléti államaiban nem alkalmazzák az egykulcsos adórendszert. Jellemzően a volt szovjet utódállamokban és néhány kelet-európai államban vezették be ezt a rendszert. 2025-ben az Európai Unió államai közül már csak Magyarországon, Romániában, Bulgáriában és Észtországban volt egykulcsos személyi jövedelemadó.
- Albánia 2008-ban 10%-os egykulcsos személyi adókulcsot vezetett be, majd 2014-ben ismét többkulcsos lett. 2024-ben az adott jövedelmi sávokhoz tartozóan 0-13-23%-os adókulcsok léteztek. A legmagasabb, 23%-os adókulcs a 200.000 ALL jövedelmet meghaladó részre érvényes.[1][2][3]
- Fehéroroszország 2009-ben vezette be az egykulcsos, 12%-os egykulcsos személyi jövedelemadót, amelyet 2015-ben 13%-ra emeltek. 2024-ben a 200,000 BYN-nél magasabb jövedelemre 25%-os adókulcsot vezettek be.[4][5][6]
- Csehország 2008-ban vezetett be a 15%-os egykulcsos személyi jövedelemadót. 2021-ben az 1,676,052 CZK összeget meghaladó jövedelmekre egy 23%-os adókulcsot vezettek be.[7][8]
- Izland 2007-ben vezette be a 22,75%-os egykulcsos személyi jövedelemadót. A kiegészítő önkormányzati adóval együtt a teljes adókulcs 36% volt. Ezt 2010-ben  24,1%-tól 33%-ig terjedő progresszív adókulcsokkal váltották fel. 2024-ben 16.55- 23.05- 31.35%-os adókulcsok voltak, ehhez jött hozzá a12.44% -14.93% közötti önkormányzati adó. A kiegészítő önkormányzati adóval együtt a felső adókulcs 46,28% lett, amely az évi ISK 15,901,524 feletti jövedelmek esetén alkalmazandó, ami hozzávetőleg az átlagfizetés 1,7-szerese.[9][10][11]
- Lettország 1997-ben vezette be a 25%-os egykulcsos személyi jövedelemadót. 2018-ban 20%-os, 23%-os és 31,4%-os progresszív adókulcsokat vezettek be. 2025-ben 25,5%-33%-os sávok vannak érvényben. Az évi 105 300 Euro feletti jövedelmekre vonatkozóan az adó mértéke 33%, évi 200 000 Euro felett egy további 3%-os adót vezettek be.[12][13][14]
- Litvánia 1995-ben vezette be a 33%-os egykulcsos személyi jöveteladót. Többszöri csökkentést követően 2009-ben 15%-ra változtatták a kulcsot. Litvánia 2019-ben az adókulcsot 20%-27%-os progresszív adókulcsokkal váltotta fel. 2020-ban a második, 27%-os kulcsot 32%-ra emelték, amely az évi 126,532 Eurot meghaladó jövedelmekre vonatkozik.[12][15][16]
- Mongóliában a személyi jövedelemre 10 %-os átalányadó volt érvényben 2023-ig, amikor is a 12 millió MNT-nél magasabb jövedelmek esetén további 15 és 20 %-os adókulcsokat vezetett be. A 20%-os kulcs az évi 180 millió MNT jövedelmet meghaladó részre érvényes.[17]
- A Seychelle-szigeteken 2018-ig a személyi jövedelemre 15%-os adókulcs volt érvényben, majd további magasabb, 20%-os és 30%-os adókulcsokat vezetett be. Jelenleg érvényes adókulcsok: 0% (havi 8,555.5 SCR jövedelem összegig), 15% (havi 8,5555 -10,000 SCR közötti részre), 20% (havi 10,000 - 83,000 közötti részre), 30% ( a havi 83,000 SCR-t meghaladó jövedelemre)[18][19]
- Szlovákia 2004-ben vezette be a 19%-os egykulcsos személyi jövedelemadót. 2013-ban egy második, magasabb, 25%-os adókulcsot is bevezettek. 2025-ben a 48 441,43 Euro jövedelmet meghaladó részre érvényesült a 25%-os kulcs. Ezen túlmenően a szlovák minimálbér összegéből (a járulék levonása után) 479,48 € adómentes.[20][21][22]

#### Példa országokra, ahol többkulcsos a személyi jövedelem adórendszer
A világ legtöbb országában, így a fejlett, magas jövedelmi és GDP/fő adatokkal rendelkező országok túlnyomó többségében is progresszív adózás érvényesül.  Több ország esetében külön határozzák meg az egyedülállók és családosok   adósávjait és az azokhoz tartozó kulcsokat, amelyek kisebb mértékű eltérést eredményeznek a fizetendő adó tekintetében. Az alábbi példák a 2024. évre vonatkozóan mutatják be a főbb jellemzőket a munkajövedelmek esetére.
- Ausztriában 7 adósáv van. A legalsó sávban, 13,308 Euro jövedelemig 0% az adó mértéke. Ezt követi egy 20%-os sáv, amely fokozatosan (30-40-48-50-55%) emelkedik. A 103,072 és 1 millió Euró közötti összegre 50%, míg az évi 1 millió feletti részre már 55% a legmagasabb adókulcs.
- Svájcban egyedülálló adózók esetében 18,500	CHF összegig nem kell adót fizetni. A legalsó (18,500-33,200 CHF) sávban 0.77% az adó mértéke, ez emelkedik 8 kulcson keresztül 13.20%-ig, amely a 184,900-793,400 CHF jövedelemsávnál érvényesül. Afeletti jövedelemre 11.50%-os adókulcsot alkalmaznak.
- Ausztráliában összesen 5 adókulcs (0-16-30-37-45%) létezik. 18,200 AUD jövedelemig 0% az adó mértéke, majd ezt követi egy 16%-os kulcs, amely 45%-ig emelkedik. A legmagasabb kulcsot a 190,000	AUD jövedelmet meghaladóan alkalmazzák.
- Braziliában 1,903.98 BRL jövedelem összegig 0% az adó mértéke. Ezt követően 4 sáv (7,5-15-22,5-27,5%) létezik. A 27,5%-os sávba a 4,664.68 BRL feletti jövedelemrész esik.
- Finnországban 21,200 Euro jövedelemig 12.64% az adó mértéke. Ezt követően 5 adósáv van (19.00-30.25-34.00-41.75-44.25%). A legmagasabb adókulcs a 150,000 eurót meghaladó jövedelemre vonatkozik.
- Görögországban 5 adósáv van (9-22-28-36-44% kulcsokkal). 10.000 euró jövedelemig van a 9%-os kulcs, ez emelkedik fokozatosan 44%-ig, amely a 40.000 euro jövedelem feletti részre érvényesül.
- Olaszország 3 adókulcsot alkalmaz: 0-28,000 euró jövedelem esetén 23%, 28,001-50,000 euró jövedelem esetén 35%, míg 50,001 euró feletti részre vonatkozóan 43% az adó mértéke.
- Japánban 7 adókulcs van (5-10-20-23-33-40-45%). 1,950,000 JPY jövedelemig van az 5%-os kulcs, ez emelkedik fokozatosan 45%-ig, amely utóbbit a 40,000,000 JPY jövedelem feletti részre kell fizetni.
- Luxemburgban 23 adósáv van. 13,230 euró jövedelemig 0% az adó mértéke, majd ezt követi egy 8%-os sáv, ami fokozatosan emelkedik 42%-ig. A legmagasabb adókulcs a 234.870 eurót meghaladó jövedelmeknél kerül alkalmazásra.
- Malajziában 9 adósáv van. A legalsó sávban (5,000-20,000 MYR jövedelme) 1% az adókulcs. Ezt követi egy 3%-os kulcs, ami fokozatosan emelkedik 30%-ig. A legmagasabb adókulcs a 2 millió MYR meghaladó jövedelmeknél kerül alkalmazásra.
- Az Egyesült Államokban 7 adókulcs van (10-12-22-24-32-35-37%). A 10%-os kulcsot 11,600 USD jövedelemig alkalmazzák, míg a legmagasabb 37%-os kulcsot a 609,351 USD feletti jövedelmi részre.
- Thaiföldön 8 adósáv van, nullától kiindulva ötösével növekvő sávok, amelynek a legmagasabb mértéke 35%. 150,000 TBH jövedelemig 0% az adó mértéke, míg a legmagasabb sáv, a 35%-os az 5 millió TBH meghaladó jövedelmi részre értendő.
- Svédországban 2 adósáv létezik. 625,800 SEK jövedelemig 0%, míg afelett 20%. Emellett van még egy úgynevezett 32%-os önkormányzati adó.
- Szlovéniában 5 adósáv (16-26-33-39-50 %-os adókulcsokkal) van. A legalsó sávban 9,210.26 euró jövedelemig 16% az adókulcs. Ezt követi egy 26%-os kulcs, ami fokozatosan emelkedik 50%-ig. A legmagasabb adókulcs a 78,016.32	eurót meghaladó jövedelmeknél kerül alkalmazásra.
- Lengyelországban 2 adósáv létezik. 120,000 PLN jövedelemig 12%, míg afelett 32%. A 30,000 PLN összegig a jövedelem adómentes.
- Hollandiában 3 adósáv van. 38,441 euró jövedelemig 8.17%, a 38,441-76,817 euró közötti sávban 37.48%, míg afeletti jövedelemre vonatkozóan 49.50% az adó mértéke.
- Belgiumban 4 adósáv létezik (25-40-45-50%). 15,820 euró jövedelemig 25%, a legmagasabb 50%-os kulcsot pedig 48,320 eurót meghaladó jövedelemre alkalmazzák.
- Portugáliában 9 adósáv van. 8,059 euró jövedelemig 13%, majd ezt követi egy 16.50%-os kulcs, ami fokozatosan 48%-ig emelkedik. 83,696 eurót meghaladó jövedelemre már a legmagasabb adókulcs érvényes.
- A Kínai Népköztársaság 7 adósávot alkalmaz. 36,000 CNY jövedelemig 3%-os az adókulcs, ezt követő sávnál 10%, majd 20-25-30-35-45%-os adókulcsok követik az egyes adósávokat. A 45%-os adókulcsot a 960,000 CNY meghaladó jövedelemre alkalmazzák.[24]
- Izraelben 7 adósáv van, 10-14-20-31-35-47-50%-os kulcsokkal. A legalsó sávban 84,120	ILS jövedelemig 10% az adókulcs. Ezt követi egy 14%-os kulcs, ami fokozatosan emelkedik 50%-ig. A legmagasabb adókulcs a 721,560 ILS összeget meghaladó jövedelmeknél kerül alkalmazásra.[25]
- Uruguayban összesen 8 adósáv van. 518,868 UYU jövedelemig nem kell adót fizetni, Ezen 0%-os kulcsot követi a 10-15-24-25-27-31-36%-os kulcsok. A legfelső sávban a 8,524,260	UYU jövedelmet meghaladó értéket veszik figyelembe.[26]
- A Dél-afrikai Köztársaságban 7 adósávot (18-26-31-36-39-41-45%-os kulcsokat) alkalmaznak. 237,100 ZAR jövedelemig érvényes a 18%-os kulcs, míg 1,817,001 ZAR jövedelemtől már 45%-os kulcs alá esik.[27]
- Szingapúrban összesen 13 adósáv létezik. 20,000 SGD jövedelemig adómentesség van. Ezt követi egy 2%-os kulcs, ami a 20,000	30,000 SGD közötti jóvedelmeknél érvényes, majd fokozatosan emelkedő adókulcsok mellett a legmagasabb, 24%-os adókulcs az 1,000,000 SGD meghaladó jövedelmeknél érvényesül.[28]
- Kanadában az országos szinten érvényben lévő sávok szint összesen 5 adókulcs (15-20,5-26-29-33%) létezik. 55,867 CAD jövedelemharáig van érvényben a 15%-os kulcs, ezt követően fokozatosan emelkedik. A 33%-os adókulcs a 246,752 CAD feletti jövedelemre van kiszabva.[29]
- A Ciprusi Köztársaságban 5 adósáv létezik. 19,500 euro összegig adómentesség van. A 19,501-28,000 euró jövedelmi sávhoz 20%-os kulcs tartozik, ami fokozatosan növekszik (20-25-30-35%). A 35%-os kulcs a 60,000 eurót meghaladó jövedelmekre vonatkozik.[30]
- Törökországban 2025. január 1-től 5 adósáv létezik, 15-20-27-35-40%-os kulcsokkal. 158,000 TRY jövedelemig érvényesül a 15%-os adó, míg a 4,300,000 TRY feletti jövedelem esetén már 40%-os adókulcs van meghatározva.[31]
- Tunéziában 5 adósávot alkalmaznak, 0-26-28-32-35%-os kulcsok mellett. 5,000 TND jövedelemhátárig 0% az adó mértéke, 50,000 TND jövedelem feletti részre pedig már 35%-os kulcs van érvényben.[32]
- Új-Zéland 5 adósávot alkalmaz, 10.5-17.5-30-33-39%-os adókulcsok vannak meghatározva. A 10.5%-os adókulcsot 15,600 NZD összegig alkalmazzák, a legmagasabb 39%-os adókulcs pedig 180,000 NZD feletti jövedelem esetén érvényes.[33]